# 林𡹘
林𡹘（1454年—1502年），字仰之，號海峰，福建泉州府同安縣人，明朝政治人物。

## 生平
林𡹘是成化二十二年（1486年）丙午科福建鄉試第一名舉人（解元），和另一位福建鄉試解元蔡清相繼提倡易學，授安陸州學正，跟隨胡安國方法教學，遠近十子無不慕名前來學習，任順天、四川鄉試同考官取錄數十位名人，考績報最，入朝任國子監博士，改任南京國子監監丞，南京吏部右侍郎楊守阯代理祭酒事前往北京述職，有人建議請他人代理，他說：「林𡹘在這裡，毋須六館生向吏部請求。」讓他代理祭酒，國子監有饌錢費歸公有，他說：「是諸生故物。」盡送給生員。弘治十五年（1502年）他迎母親到南京，月多後他就因病去世，年四十九歲，行囊沒有金錢，六館師生都爭相弔唁，南京右僉都御史林俊拿出自己的深衣為其殮葬，入祀鄉賢祠。
嘉靖年間，林𡹘的孫子林天德以貢生歷任廉州推官、路南州知州。
同安城曾有解元坊，在東市街。

## 引用
1. 1 2  嘉慶《同安縣志·卷二十一·循績》：林𡹘，字仰之，號海峰，魁梧軒爽，不欲一事居人後，介而能容、方而不腐，為文有奇氣；成化丙午鄉薦第一，與蔡清相次發解，而並以易學倡鄉人，為安陸州學正，遂以易學教士，安陸之易實𡹘開之，放胡文定法為教，人士循軌遐邇莫不聞其名。分校順天、四川得士數十輩皆名人，報績殊等遷國子監博士，及門如趨，韓吏部遣子受經，三登賢書一成進士，復遷南國子監丞，吏部侍郎楊守阯攝祭酒當詣京，或請他攝，楊曰：「仰之在，毋須六舍生群請之吏部。」遂攝祭酒。嚴公有恩監，故有饌錢費歸公，𡹘曰：「是諸生故物也。」盡給之，宏治壬戌迎母至京，閱月餘而𡹘病卒於官，年四十九，囊無一金，六館師生爭致襚，僉都御史林俊以所自預深衣方履殮之，祀鄉賢，嘉靖中孫天德以貢歷廉州推官、路南知州，廉人祀之名宦。